# Sybra signatipennis
Sybra signatipennis är en skalbaggsart som beskrevs av Fisher 1927. Sybra signatipennis ingår i släktet Sybra och familjen långhorningar. Inga underarter finns listade i Catalogue of Life.